# Liste des sites Ramsar en Mongolie
Cet article recense les zones humides de Mongolie concernées par la convention de Ramsar.

## Statistiques
La convention de Ramsar est entrée en vigueur en Mongolie le 8 avril 1998.
En janvier 2020, le pays compte 11 sites Ramsar, couvrant une superficie de 14 395,3 km2.

## Liste
| Site                                                   | Aïmag                     | Notes                                                                                  | Date            | Superficie (km²) | Altitude (m)  | Identifiant Ramsar | Identifiant WDPA | Coordonnées                        | Photo |
| ------------------------------------------------------ | ------------------------- | -------------------------------------------------------------------------------------- | --------------- | ---------------- | ------------- | ------------------ | ---------------- | ---------------------------------- | ----- |
| Mongol Daguur (en)                                     | Dornod                    |                                                                                        | 8 décembre 1997 | 2 100,00         | 596 - 821     | 924                | 145817           | 49° 42′ nord, 115° 06′ est         |       |
| Lac Terkhiin Tsagaan                                   | Arkhangai                 |                                                                                        | 23 juin 1998    | 61,10            | 2 060         | 953                | 166745           | 48° 10′ 01″ nord, 99° 43′ 01″ est  |       |
| Vallée des lacs (en)                                   | Bayankhongor, Övörkhangai | Comprend les quatre lacs salins Böön Tsagaan, Taatsiin Tsagaan, Adgiin Tsagaan et Orog | 23 juin 1998    | 456,00           | 1 100 - 1 235 | 954                | 166746           | 45° 18′ 00″ nord, 100° 07′ 01″ est |       |
| Ögii Nuur (mn)                                         | Övörkhangai               |                                                                                        | 23 juin 1998    | 25,10            | 1 280         | 955                | 166744           | 47° 46′ 01″ nord, 102° 46′ 01″ est |       |
| Parc national du lac Khar-Us                           | Khovd                     |                                                                                        | 6 avril 1999    | 3 213,60         | 1 106 - 1 160 | 976                | 168269           | 47° 58′ 01″ nord, 92° 49′ 59″ est  |       |
| Airag Nuur                                             | Uvs                       |                                                                                        | 6 avril 1999    | 450,00           | 1 030         | 977                | 168270           | 48° 52′ 59″ nord, 93° 25′ 01″ est  |       |
| Lac Achit et zones humides environnantes               | Bayan-Ölgii, Uvs          |                                                                                        | 22 mars 2004    | 737,30           | 1 435         | 1376               | 902266           | 49° 40′ 01″ nord, 90° 34′ 59″ est  |       |
| Lac Buir et zones humides environnantes                | Dornod                    |                                                                                        | 22 mars 2004    | 1 040,00         | 581           | 1377               | 902267           | 47° 48′ 00″ nord, 117° 40′ 01″ est |       |
| Lac Ganga (mn) et zones humides environnantes          | Sükhbaatar                |                                                                                        | 22 mars 2004    | 32,80            | 1 294         | 1378               | 902268           | 45° 15′ nord, 114° 00′ est         |       |
| Lac Uvs et zones humides environnantes                 | Uvs                       |                                                                                        | 22 mars 2004    | 5 850,00         | 759           | 1379               | 902269           | 50° 19′ 59″ nord, 92° 45′ 00″ est  |       |
| Lac de la vallées de la Khourkh et de la Khouiten (en) | Khentii                   |                                                                                        | 22 mars 2004    | 429,40           | 1 000 - 1 100 | 1380               | 902270           | 48° 18′ 00″ nord, 110° 34′ 01″ est |       |